# Comuna Cervonîi Ceaban, Kalanceak
Cervonîi Ceaban (în ucraineană Червоний Чабан) este o comună în raionul Kalanceak, regiunea Herson, Ucraina, formată din satele Cervonîi Ceaban (reședința), Kaiirka, Makarivka, Pameatnîk, Polove și Stavkî.

## Demografie
Componența lingvistică a comunei Cervonîi Ceaban
     Ucraineană (78,55%)
     Rusă (16,05%)
     Alte limbi (0,16%)
Conform recensământului din 2001, majoritatea populației comunei Cervonîi Ceaban era vorbitoare de ucraineană (78,55%), existând în minoritate și vorbitori de rusă (16,05%).